# 座間市立栗原中学校
座間市立栗原中学校（ざましりつ くりはらちゅうがっこう）は、神奈川県座間市栗原中央六丁目にある公立中学校。通称は「栗中」（くりちゅう）。

## 概要
校地は座間市立栗原小学校と神奈川県立座間総合高等学校の間にある。また、芹沢公園に隣接する。

## 沿革
- 1976年（昭和51年）10月12日 - 校舎が竣工
- 1977年（昭和52年）
  - 4月1日 - 座間市立栗原中学校開校
  - 4月5日 - 第1回入学式
  - 9月1日 - 校旗制定
  - 12月8日 - 校歌制定
- 1978年（昭和53年）
  - 3月11日 - 第1回卒業式
  - 10月12日 - この日を開校記念日制定
- 1986年（昭和61年）4月1日 - 座間市立南中学校が分離
- 2015年（平成27年）9月1日 - 学校給食(デリバリー方式選択制)試行開始

## 通学区域
- 座間市
  - 入谷東2丁目
  - 入谷東4丁目1番～2番・4番～33番・34番1号～12号・19号・21号・33号・34号・35番～36番・37番1号～7号・17号～38号・39番6号～24号・77番～80番
  - 栗原一部
  - 栗原中央1丁目
  - 栗原中央2丁目
  - 栗原中央3丁目
  - 栗原中央4丁目
  - 栗原中央5丁目
  - 栗原中央6丁目
  - 立野台1丁目
  - 立野台2丁目
  - 立野台3丁目
  - 西栗原1丁目
  - 西栗原2丁目

## 進学前小学校
- 座間市
  - 座間市立栗原小学校（一部は座間市立座間中学校・座間市立南中学校へ）
  - 座間市立相武台東小学校（一部は座間市立座間中学校へ）
  - 座間市立立野台小学校（一部は座間市立座間中学校へ）
  - 座間市立中原小学校（一部は座間市立南中学校へ）

## 制服
- 2023年より座間市内統一のブレザー型の制服を導入。

## 教育目標
- ゆたかな心　めざそう未来
- ～自主的・創造的な学びの中で～

## 校歌
- 「水のみなもと」
- 作詞 鈴木英夫
- 作曲 曽我晃也

## 部活動
- 野球部
- サッカー部
- 陸上部
- ソフトボール部
- 男女ソフトテニス部
- 卓球部
- 女子バレーボール部
- 男女バスケットボール部
- 吹奏楽部
- 美術部
- 科学部

## 著名な出身者
- 鈴木亜美 - 歌手、女優
- 佐藤晃大 - サッカー選手
- 武藤雄樹 - サッカー選手
- 井上尚弥 - プロボクサー[1]
- 井上拓真 - プロボクサー[1]
- 松﨑涼佳 - フジテレビジョンアナウンサー[2]